# فلسفة
الفَلسَفَة (لُغَوِيًّا مِنَ الإغريقية φιλοσοφία‏، philosophia، والتي تعني حرفيًا «حب الحكمة») هي دراسة الأسئلة العامة والأساسية عن الوجود والمعرفة والقيم والعقل والاستدلال واللغة. غالبًا ما تطرح مثل هذه الأسئلة كمسائل لدراستها أو حلها. ربما صاغَ مصطلحُ «فيلسوف (محب الحكمة)» هو الفيلسوف وعالم الرياضيات فيثاغورس (570 - 495 قبل الميلاد). تشمل الأساليب الفلسفية الاستجواب والمناقشة النقدية والحجة المنطقية والعرض المنهجي. تشمل الأسئلة الفلسفية الكلاسيكية: هل من الممكن معرفة أي شيء وإثباته؟ ما هو الأكثر واقعية؟ يطرح الفلاسفة أيضًا أسئلة أكثر عملية وملموسة مثل: هل هناك طريقة أفضل للعيش؟ هل من الأفضل أن تكون عادلًا أو غير عادل (إذا كان بإمكان المرء أن يفلت من العقاب)؟ هل لدى البشر إرادة حرة؟
تاريخيًا، «الفلسفة» تشمل أي مجموعة من المعرفة. من وقت الفيلسوف اليوناني القديم أرسطو إلى القرن التاسع عشر، شملت «الفلسفة الطبيعية» علم الفلك والطب والفيزياء. على سبيل المثال، أصبحت المبادئ الرياضية للفلسفة الطبيعية التي وضعها إسحاق نيوتن في عام 1687 مصنفة لاحقًا ككتاب في الفيزياء. في القرن التاسع عشر، قاد نمو جامعات الأبحاث الحديثة الفلسفة الأكاديمية وغيرها من التخصصات إلى الاحتراف والتخصص. في العصر الحديث، أصبحت بعض التحقيقات التي كانت جزءًا تقليديًا من الفلسفة من التخصصات الأكاديمية المنفصلة، بما في ذلك علم النفس وعلم الاجتماع واللغويات والاقتصاد.
ظلت التحقيقات الأخرى المرتبطة ارتباطًا وثيقًا بالفن أو العلوم أو السياسة أو غيرها من المساعي جزءًا من الفلسفة. على سبيل المثال، هل الجمال موضوعي أو ذاتي؟ هل هناك العديد من الأساليب العلمية أو طريقة واحدة فقط؟ هل اليوتوبيا السياسية حلم يبعث على الأمل أو خيال ميئوس منه؟ الحقول الفرعية الرئيسية تشمل الفلسفة الأكاديمية الميتافيزيقيا («المعنية بالطبيعة الأساسية للواقع والوجود»)، نظرية المعرفة (حول «طبيعة وأسباب المعرفة وحدودها وصلاحيتها»)، والأخلاقيات، وعلم الجمال والفلسفة السياسية والمنطق وفلسفة العلوم.

## مقدمة

### المعرفة

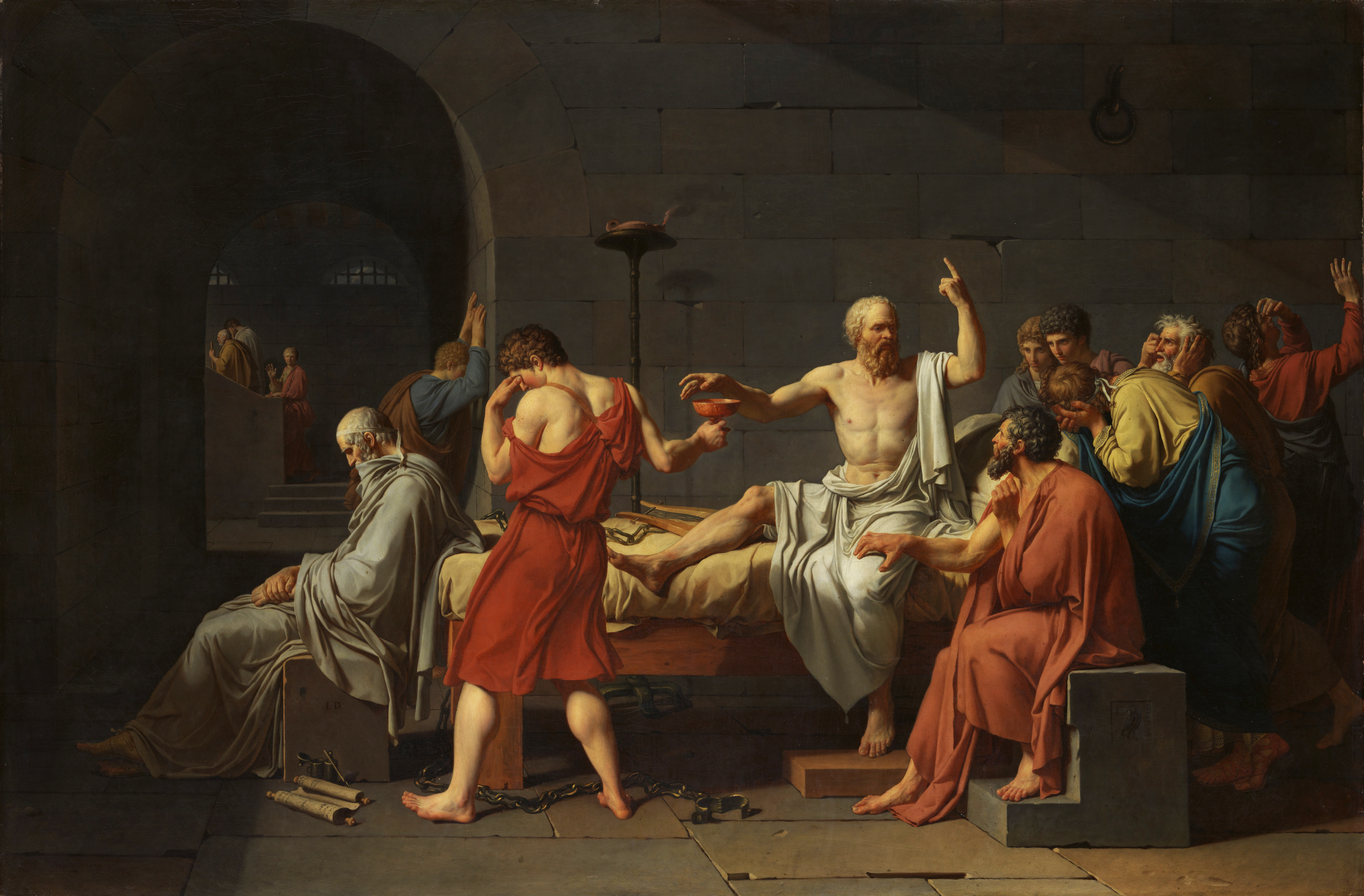
موت سقراط لوحة لجاك لوي دافيد (1787).

تقليديًا، يشير مصطلح «الفلسفة» إلى أي مجموعة من المعرفة. وبهذا المعنى، ترتبط الفلسفة ارتباطًا وثيقًا بالدين والرياضيات والعلوم الطبيعية والتعليم والسياسة. تم تصنيف مبادئ نيوتن التي سميت الأصول الرياضية للفلسفة الطبيعية الذي كتب في عام 1687، في العقود الأخيرة ككتاب للفيزياء. استخدم مصطلح «الفلسفة الطبيعية» لأنه كان يشمل التخصصات التي أصبحت مرتبطة فيما بعد بعلوم مثل علم الفلك والطب والفيزياء.
في الجزء الأول من الكتاب الأول من الأكاديميين، قدم شيشرون تقسيم الفلسفة إلى المنطق والفيزياء والأخلاق. لقد كان ينسخ تقسيم الأبيقور لمذهبه إلى الشريعة والفيزياء والأخلاق. في القسم الثالث عشر من كتابه الأول عن حياة وآراء الفلاسفة البارزين، أسس ديوجين لايرتيوس، المؤرخ في القرن الثالث، أول مؤرخ للفلسفة، التقسيم التقليدي للبحث الفلسفي إلى ثلاثة أجزاء:
- كانت الفلسفة الطبيعية («الفيزياء»، «المفاهيم التي لها علاقة بالطبيعة (physis)») هي دراسة القوانين وعمليات التحول في العالم المادي.
- كانت الفلسفة الأخلاقية («علم الأخلاق»، حرفيًا، «علاقة الشخصية، التصرف، الأخلاق») هي دراسة الخير، الصواب والخطأ، العدالة والفضيلة.
- كانت الفلسفة الميتافيزيقية («المنطق») هي دراسة الوجود والسببية والإله والمنطق والأشكال والكائنات المجردة الأخرى.[27]

هذا التقسيم ليس قديمًا ولكنه تغير. انقسمت الفلسفة الطبيعية إلى العلوم الطبيعية المختلفة، وخاصة علم الفلك والفيزياء والكيمياء وعلم الأحياء وعلم الكونيات. ولدت الفلسفة الأخلاقية العلوم الاجتماعية، لكنها لا تزال تشمل نظرية القيمة (بما في ذلك الجماليات والأخلاق والفلسفة السياسية، وما إلى ذلك). ولدت الفلسفة الميتافيزيقية العلوم الشكلية مثل المنطق والرياضيات وفلسفة العلوم، لكنها ما زالت تشمل نظرية المعرفة وعلم الكونيات وغيرها.

### التقدم الفلسفي
العديد من المناقشات الفلسفية التي بدأت في العصور القديمة لا تزال تناقش اليوم. يدعي كولين ماكغين وآخرون أنه لم يحدث تقدم فلسفي خلال الفترة المعاصرة. على النقيض من ذلك، يرى ديفيد تشالمرز وغيرهم تقدمًا في الفلسفة مشابهًا للتقدم في العلوم، بينما قال تالبوت بروير إن «التقدم» هو المعيار الخاطئ الذي يُحْكَم من خلاله على النشاط الفلسفي.

## تاريخ الفلسفة
بمعنى عام، ترتبط الفلسفة بالحكمة والثقافة الفكرية والبحث عن المعرفة. وبهذا المعنى، تطرح جميع الثقافات والمجتمعات المتعلمة أسئلة فلسفية مثل «كيف نعيش» و«ما هي طبيعة الواقع». إذن، يجد مفهوم واسع ونزيه للفلسفة، تحقيقًا مسببًا في مسائل مثل الواقع والأخلاق والحياة في كل حضارات العالم.

### الفلسفة الغربية

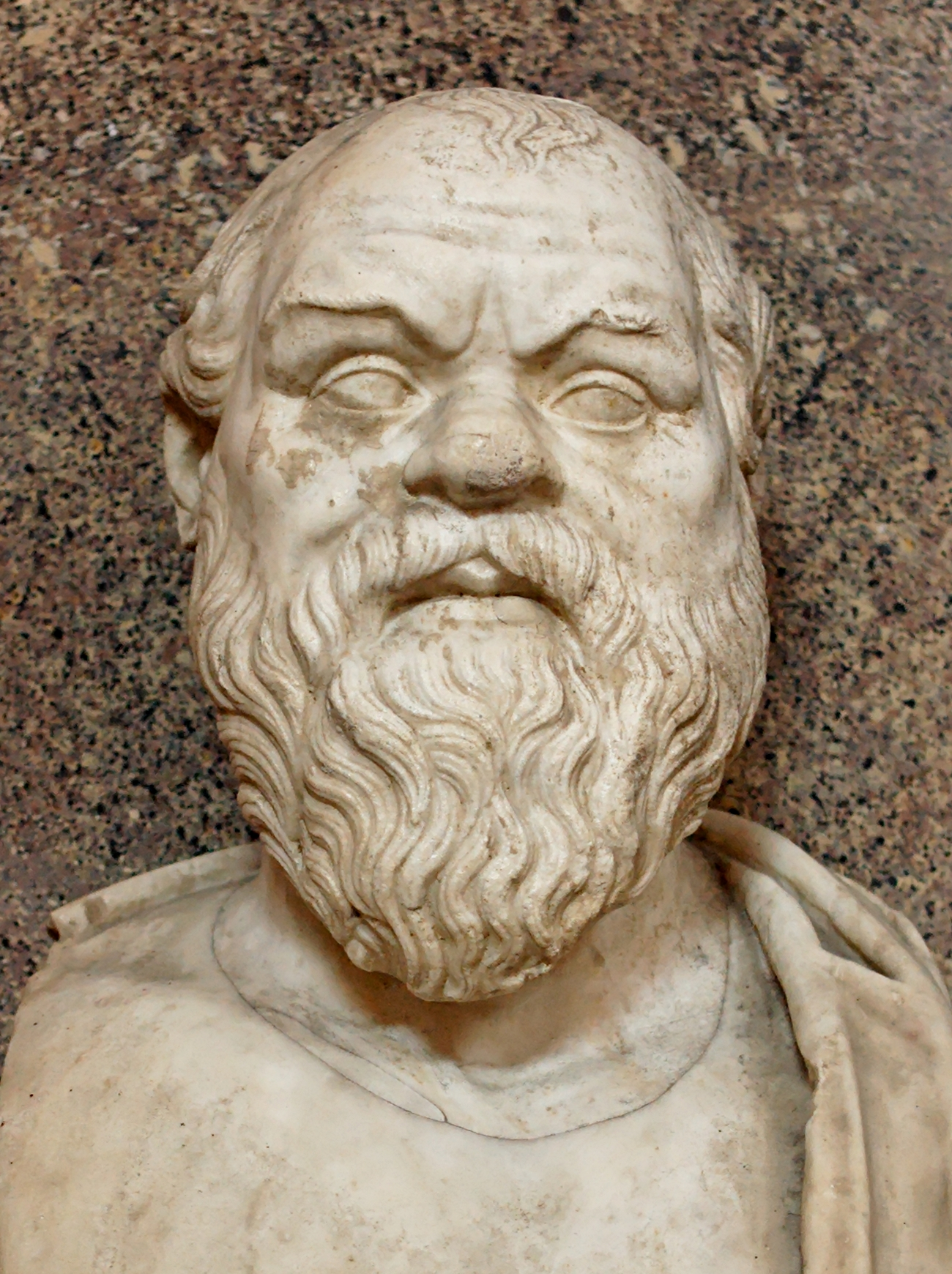
تمثال لسقراط في متاحف الفاتيكان.

الفلسفة الغربية هي التقاليد الفلسفية للعالم الغربي وتعود إلى الفلاسفة ما قبل سقراط الذين كانوا نشطين في اليونان القديمة في القرن السادس قبل الميلاد مثل تاليس (624 - 546 قبل الميلاد) وفيثاغورس (حوالي 570 - 495 قبل الميلاد) الذي أسس لقب «حب الحكمة» (philosophia)‏ وكان يطلق عليه أيضًا physiologoi (طلاب فيزياء أو طبيعة). كان سقراط فيلسوفًا مؤثرًا جدًا، وأصر على أنه لا يمتلك أي حكمة ولكنه كان من مناصري الحكمة. يمكن تقسيم الفلسفة الغربية إلى ثلاثة عصور: الفلسفة القديمة (الرومانية اليونانية) والفلسفة في العصور الوسطى (المسيحية الأوروبية) والفلسفة الحديثة.
هيمنت المدارس الفلسفية اليونانية على العصر القديم والتي نشأت من التلاميذ المختلفين في سقراط، مثل أفلاطون، الذي أسس أكاديمية أفلاطون وطالبه أرسطو، وأسس مدرسة بيرباتيك، التي كان لها تأثير كبير في التقاليد الغربية. التقاليد الأخرى تشمل السخرية، الرواقية، الشكوك اليونانية وأبيقورية. وشملت الموضوعات المهمة التي غطاها الإغريق الميتافيزيقيا (مع نظريات متنافسة مثل الذرية والوحيدية)، وعلم الكونيات، وطبيعة الحياة الجيدة، وإمكانية المعرفة وطبيعة العقل (الشعارات). مع صعود الإمبراطورية الرومانية، نوقشت الفلسفة اليونانية بشكل متزايد في اللاتينية من قبل الرومان مثل شيشرون وسينيكا.
فلسفة العصور الوسطى (القرنين الخامس والسادس عشر) هي الفترة التي تلت سقوط الإمبراطورية الرومانية الغربية وهيمنت عليها صعود المسيحية، وبالتالي تعكس اهتمامات اللاهوتية المسيحية وكذلك الحفاظ على استمرارية الفكر اليوناني الروماني. نوقشت في هذه الفترة مشاكل مثل وجود الله وطبيعته، وطبيعة الإيمان والعقل، والميتافيزيقيا، ومشكلة الشر. بعض المفكرين الرئيسيين في العصور الوسطى هم القديس أوغسطين وتوما الأكويني وبوثيوس وأنسلم من كانتربري وروجر بيكون. نُظِّر إلى الفلسفة لهؤلاء المفكرين كعامل مساعد في علم اللاهوت (اللاهوت القديم) وبالتالي سعوا إلى مواءمة فلسفتهم مع تفسيرهم للنص المقدس. شهدت هذه الفترة تطور المدرسة، وهي طريقة نقدية للنص طُوِّرَت في جامعات العصور الوسطى بناءً على القراءة المتنازع عليها والخلاف حول النصوص الرئيسية. شهدت فترة عصر النهضة تركيزًا متزايدًا على الفكر اليوناني الروماني الكلاسيكي والإنسانية القوية.
تبدأ الفلسفة الحديثة المبكرة في العالم الغربي بمفكرين مثل توماس هوبز ورينيه ديكارت (1596-1650). بعد ظهور العلوم الطبيعية، اهتمت الفلسفة الحديثة بتطوير أساس علماني وعقلاني للمعرفة وانتقلت من الهياكل التقليدية للسلطة مثل الدين والفكر الدراسي والكنيسة. الفلاسفة المعاصرون هم سبينوزا ولايبنتس وجورج بيركلي وهيوم وكانط. تتأثر فلسفة القرن التاسع عشر بالحركة الأوسع التي يطلق عليها التنوير، وتشمل شخصيات مثل هيجل شخصية رئيسية في المثالية الألمانية، كسورين كيركغور الذي طور أسس الوجودية، نيتشه، المعاداة للمسيحية، جون ستيوارتالذي روج للنفعية، كارل ماركس الذي طور أسس الشيوعية، والأمريكي وليام جيمس. شهد القرن العشرين الانقسام بين الفلسفة التحليلية والفلسفة القارية، وكذلك الاتجاهات الفلسفية مثل الظواهر، الوجودية، الوضعية المنطقية، البراغماتية والتحول اللغوي.

### فلسفة الشرق الأوسط

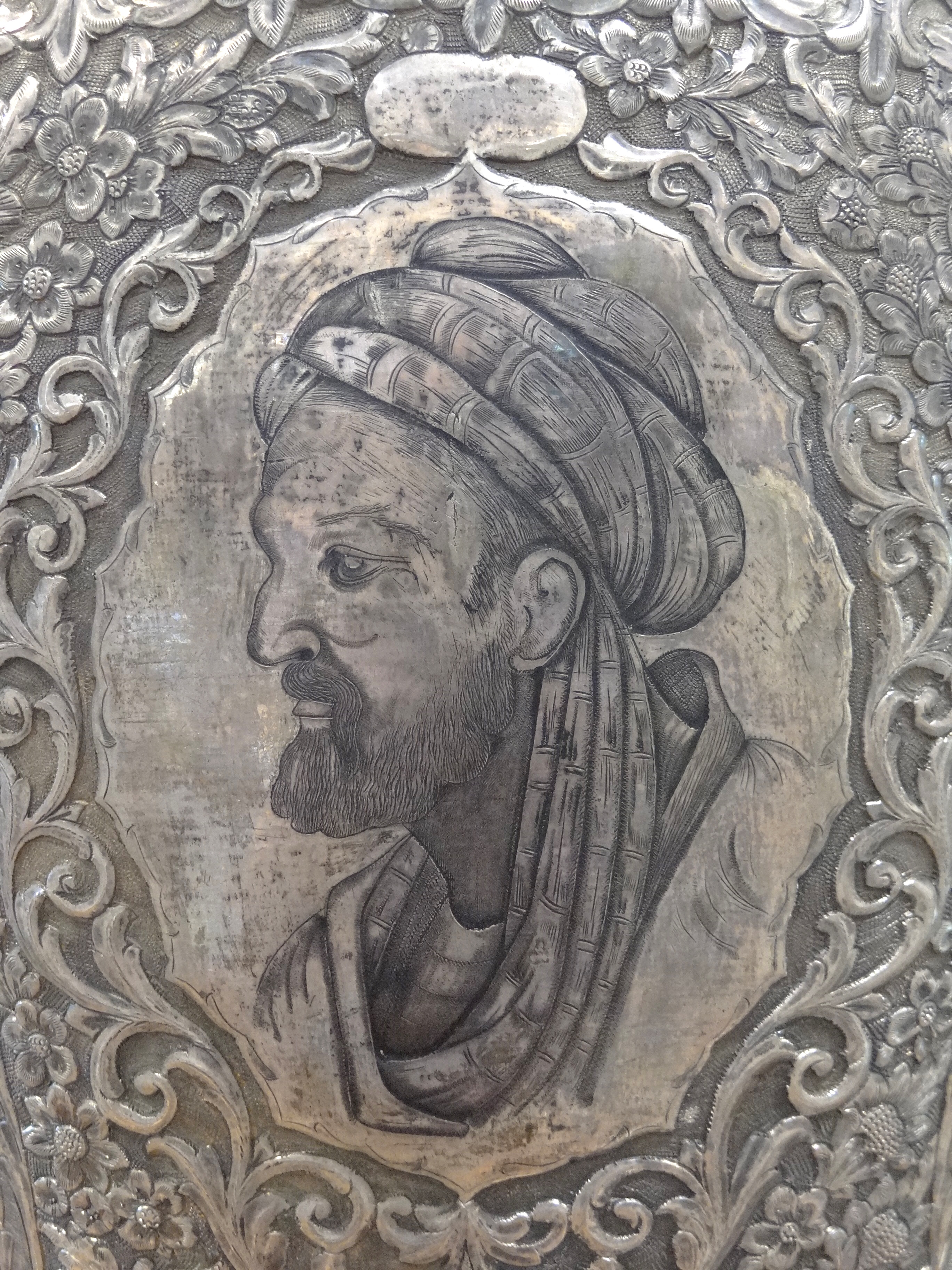
ابن سينا على مزهرية فضية، إيران.

إن مناطق الهلال الخصيب وإيران والجزيرة العربية هي موطن لأقدم أدبيات الحكمة الفلسفية المعروفة والتي تهيمن عليها اليوم الثقافة الإسلامية. أدب الحكمة المبكرة من الهلال الخصيب كان من النوع الذي سعى لتعليم الناس على العمل الأخلاقي، والحياة العملية والفضيلة من خلال القصص والأمثال. في مصر القديمة، كانت هذه النصوص تُعرف باسم sebayt «التعاليم» وهي أساسية لفهمنا للفلسفة المصرية القديمة. تضمن علم الفلك البابلي أيضًا الكثير من التكهنات الفلسفية حول علم الكونيات والتي ربما أثرت على الإغريق القدماء. الفلسفة اليهودية والفلسفة المسيحية هي تقاليد دينية-فلسفية تطورت في الشرق الأوسط وأوروبا على حد سواء، حيث تشترك كل منهما في نصوص يهودية مبكرة معينة (أساسًا التاناخ) والمعتقدات التوحيدية. شارك المفكرون اليهود مثل جاءونيم للأكاديميات التلمودية في بابل وموسى بن ميمون مع الفلسفة اليونانية والإسلامية. في وقت لاحق، تعرضت الفلسفة اليهودية لتأثيرات فكرية غربية قوية، وتشمل أعمال موسى مندلسون الذي بشر في الحسكة (التنوير اليهودي) والوجودية اليهودية واليهودية الإصلاحية.
تبدأ الفلسفة الإيرانية قبل الإسلام بعمل زرادشت، أحد أوائل المروجين للتوحيد وللثنائي بين الخير والشر. أثر هذا الكونية المزدوج على التطورات الإيرانية اللاحقة مثل المانوية والمازداكية والزورفانية.
بعد الفتوحات الإسلامية، طورت الفلسفة الإسلامية المبكرة التقاليد الفلسفية اليونانية في اتجاهات مبتكرة جديدة. هذا العصر الذهبي الإسلامي أثر على التطورات الفكرية الأوروبية. التيارات الرئيسية للفكر الإسلامي في وقت مبكر هي الكلام الذي يركز على اللاهوت الإسلامي والفلسفة التي كانت قائمة على الأرسطية والأفلاطونية. كان عمل أرسطو مؤثرًا جدًا بين الفلاسفة الإسلاميين مثل الكندي (القرن التاسع) وابن سينا (980 - يونيو 1037) وابن رشد (القرن الثاني عشر). البعض الآخر مثل الغزالي انتقد بشدة أساليب الفصيلة الأرسطية. طور المفكرون الإسلاميون أيضًا منهجًا علميًا وطبًا تجريبيًا ونظرية البصريات وفلسفة قانونية. كان ابن خلدون مفكرا مؤثرا في فلسفة التاريخ.
في إيران، استمرت عدة مدارس للفلسفة الإسلامية في الازدهار بعد العصر الذهبي وتشمل التيارات مثل فلسفة الإنارة والفلسفة الصوفية والفلسفة المتسامية. شهد العالم العربي في القرنين التاسع عشر والعشرين حركة النهضة (الصحوة أو النهضة) التي أثرت على الفلسفة الإسلامية المعاصرة.

#### الفلسفة الإسلامية
الفلسفة الإسلامية. هي تطوّر في الفلسفة يتميّز بالانتماء إلى التقاليد الإسلاميّة. هناك مصطلحان في اللغة العربيّة يترجمان إلى اللاتينية "Philosophy" وهما «فلسفة» والتي تشير إلى الفلسفة وكذلك المنطق والرياضيات والفيزياء، و«علم الكلام»؛ والتي تُشير إلى الشكل العقلانيّ من اللاهوت الإسلاميّ.
بدأت الفلسفة الإسلاميّة المبكّرة مع يعقوب بن اسحاق الكندي في القرن الثاني من التقويم الهجري (أوائل القرن التاسع الميلادي) وانتهت مع ابن رشد في القرن السادس الهجري (أواخر القرن الثاني عشر الميلادي)، وتزامن ذلك -على نطاق واسع- مع الفترة المعروفة باسم العصر الذهبي للإسلام. تميّزت وفاة ابن رشد بنهاية تخصّص معيّن من الفلسفة الإسلامية يدعى عادةً بالمدرسة المشّائيّة العربية بشكلٍ فعليّ، وانخفض النشاط الفلسفيّ بشكلٍ كبير في الدول الإسلامية الغربية مثل الأندلس وشمال أفريقيا.

### الفلسفة الهندية
تشير الفلسفة الهندية (بالسنسكريتية: darśana؛ «وجهات نظر العالم»، «التعاليم») إلى التقاليد الفلسفية المتنوعة التي ظهرت منذ العصور القديمة في شبه القارة الهندية. نشأت الديانة الهندوسية والبوذية في نهاية الفترة الفيدية، في حين برزت الهندوسية باعتبارها مزيجًا من التقاليد المتنوعة، بدءًا من نهاية فترة الفيدية.
يصنف الهندوس عمومًا هذه التقاليد على أنها إما أرثوذكسية أو غير متجانسة -إستيكا أو نستيكا- اعتمادًا على ما إذا كانوا يقبلون سلطة الفيدا ونظريات براهمان وعتمان (النفس، الذات) فيها. المدارس الأرثوذكسية تشمل التقاليد الهندوسية في التفكير، في حين أن المدارس غير التقليدية تشمل البوذية وتقاليد جاين. المدارس الأخرى تشمل كانادا وآجيفيكا وشارفاكا التي انقرضت عبر تاريخهم.
تتضمن المفاهيم الفلسفية الهندية الهامة التي تشتركها الفلسفات الهندية: دارما، كارما، أرتا، كاما، دوكخا (معاناة)، أنيتيا (أنيكا، عدم ثبات)، دهيانا (جانا، تأمل)، تخلي (مع أو بدون رهبنة أو زهد) دورات ولادة جديدة، وموكشا (السكينة، والكايفاليا، والتحرر من ولادة جديدة)، والفضائل مثل أهيمسا.

### فلسفة شرق آسيا

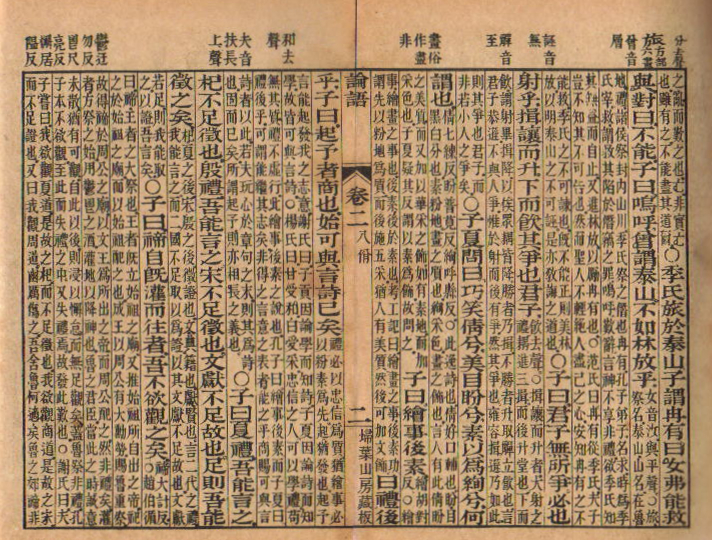
تعاليم كونفوشيوس (551–479 ق.م.).

بدأ الفكر الفلسفي في شرق آسيا في الصين القديمة وازدهرت الفلسفة الصينية خلال عهد أسرة تشو الغربية والفترة اللاحقة، عندما ازدهرت «مدارس الفكر المئة» (القرن السادس إلى 221 قبل الميلاد). تميزت هذه الفترة بالتطورات الفكرية والثقافية الهامة وصعود المدارس الفلسفية الكبرى في الصين، والكونفوشيوسية، والقانونية، والداوية وكذلك العديد من المدارس الأخرى الأقل نفوذاً. تشمل النظريات الميتافيزيقية والسياسية والأخلاقية التي طورتها هذه التقاليد الفلسفية تاو، ويين ويانغ، ورين، ولي، إلى جانب البوذية الصينية، والفلسفة الكورية ذات التأثير المباشر والفلسفة الفيتنامية والفلسفة اليابانية (التي تشمل أيضًا تقاليد الشنتو الأصلية). أثناء وصول البوذية إلى الصين، انتشرت أسرة هان (206 ق.م. - 220 م)، من خلال انتقال طريق الحرير التدريجي، وتأثير التأثيرات المحلية على تطوير أشكال صينية مميزة (مثل تشان/زن) في جميع أنحاء المجال الثقافي لشرق آسيا. خلال السلالات الصينية اللاحقة مثل أسرة مينغ (1368-1644)، وكذلك أسرة جوسون الكورية (1392-1897)، أصبحت نهضة الكونفوشيوسية جديدة بقيادة مفكرين مثل يانغ مينغ (1472-1529) مدرسة الفكر المهيمنة. وكان يروج لها إمبراطور الدولة.
في العصر الحديث، يدمج المفكرون الصينيون أفكارًا من الفلسفة الغربية. تأثر هو شيه وصعود الكونفوشيوسية الجديدة بماو تسي تونغ، في حين أن الفلسفة الماركسية الصينية طورها شيونغ شيلي. تطور الفكر الياباني الحديث بنفس طريقة التأثيرات الغربية القوية مثل دراسة العلوم الغربية (Rangaku) وجمعية الحداثة ميروكوشا الفكرية التي فكر فيها التنوير الأوروبي. شهد القرن 20 صعود الدولة الشنتو وكذلك القومية اليابانية. مدرسة الكيوتو، وهي مدرسة فلسفية يابانية مؤثرة وفريدة من نوعها تطورت من الظواهر الغربية والفلسفة البوذية اليابانية في العصور الوسطى مثل دوغين.

### الفلسفة الأفريقية
الفلسفة الأفريقية هي الفلسفة التي ينتجها الشعب الأفريقي، الفلسفة التي تقدم آراء وأفكار ومواضيع عالمية، أو فلسفة تستخدم أساليب فلسفية أفريقية متميزة. الفكر الأفريقي الحديث مشغول بالفلسفة الإثنية، مع تحديد معنى الفلسفة الإفريقية وخصائصها الفريدة وما يعنيه أن تكون أفريقيًا. خلال القرن السابع عشر، طورت الفلسفة الإثيوبية تقاليد أدبية قوية كما تجسدها زيرا يعقوب. كان الفيلسوف الأفريقي المبكّر هو أنطون ويلهلم أمو (حوالي 1703–1759) الذي أصبح فيلسوفًا قديرا في ألمانيا. شهد الفكر الأفريقي المعاصر أيضًا تطور الفلسفة المهنية وفلسفة أفريكانا، والأدب الفلسفي للمغتربين الأفارقة، والذي يتضمن تيارات مثل الوجودية السوداء للأميركيين الأفارقة. تأثر المفكرون الأفارقة المعاصرون بالماركسية والأدب الأفريقي الأمريكي والنظرية النقدية ونظرية العرق الحرج وما بعد الاستعمار والنسوية.

### فلسفة الأمريكيين الأصليين

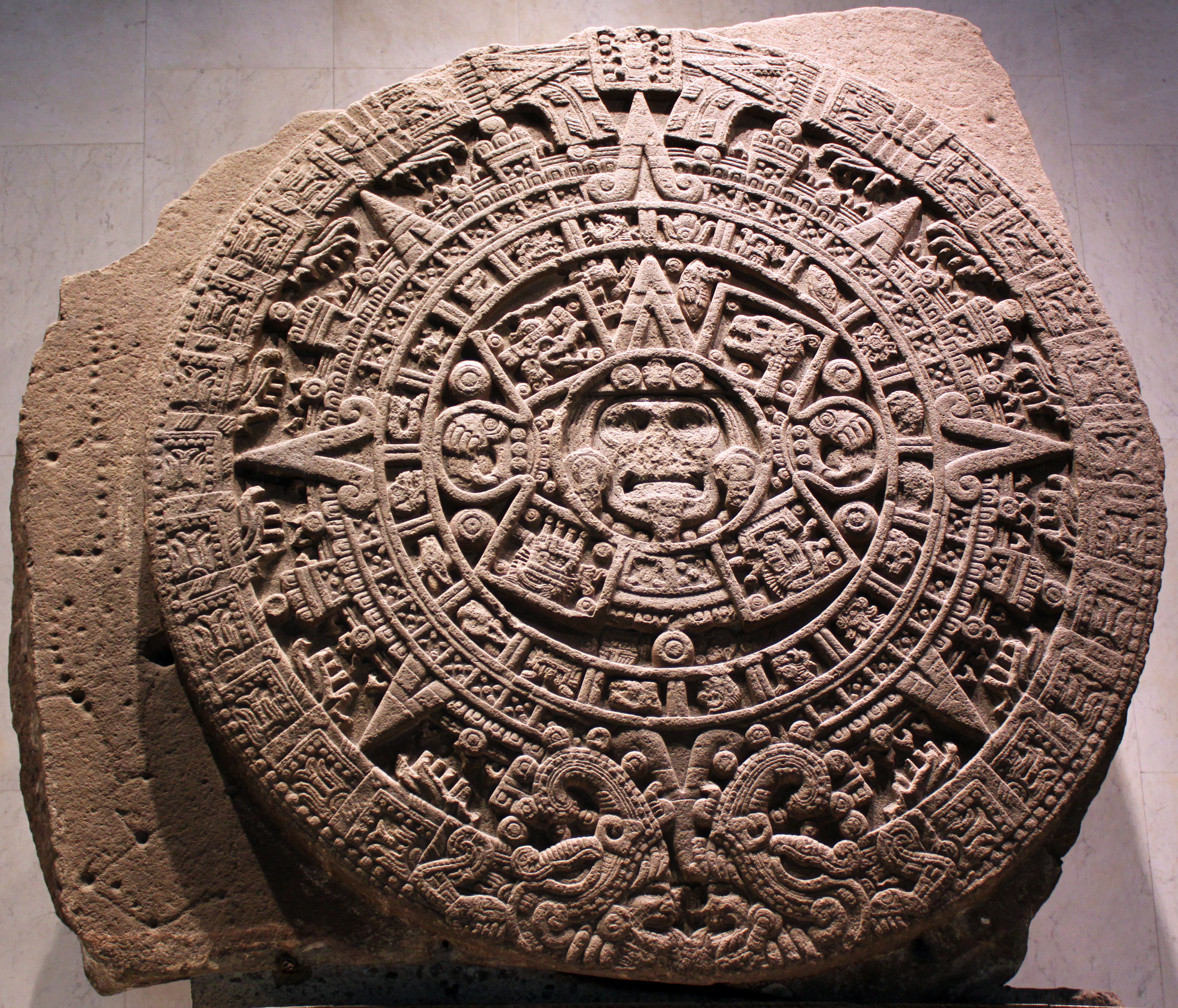
حجر الأزتك، المعروف أيضًا باسم حجر تقويم الأزتك، في المتحف الوطني للأنثروبولوجيا، مكسيكو سيتي.

فلسفة السكان الأصليين الأمريكية هي فلسفة السكان الأصليين للأمريكتين. هناك مجموعة واسعة من المعتقدات والتقاليد بين هذه الثقافات الأمريكية المختلفة. من بين بعض الأمريكيين الأصليين في الولايات المتحدة، هناك اعتقاد بمبدأ الميتافيزيقي المسمى «الغموض العظيم». مفهوم آخر مشترك على نطاق واسع هو مفهوم «القوة الروحية». وفقًا لبيتر وايتلي، بالنسبة للأمريكيين الأصليين، «العقل مدرك تمامًا للوقائع التجريبية (الأحلام والرؤى وما إلى ذلك) وكذلك بسببها». وتُعرف ممارسات الوصول إلى هذه التجارب المتعالية بالشامانية. ميزة أخرى من وجهات النظر الأمريكية الأصلية في العالم هي امتداد أخلاقياتها إلى الحيوانات والنباتات.
في أمريكا الوسطى، كانت فلسفة الآزتك تقليدًا فكريًا قام بتطويره أفراد يدعون Tlamatini («أولئك الذين يعرفون شيئًا ما») ويتم الحفاظ على أفكارهم في العديد من مخطوطات الآزتك. طرحت النظرة العالمية للأزتك مفهوم الطاقة أو القوة الكونية المطلقة التي تدعى "Ometeotl" والتي يمكن ترجمتها على أنها «طاقة كونية ثنائية»، وسعت إلى وسيلة للعيش في توازن مع عالم «زلق» دائم التغير. يمكن اعتبار نظرية تيوتل كشكل من أشكال وحدة الوجود. طوّر فلاسفة الأزتك نظريات الميتافيزيقيا، نظرية المعرفة، القيم، وعلم الجمال. ركزت أخلاقيات الأزتك على البحث عن "tlamatiliztli" (المعرفة والحكمة) والتي كانت تقوم على الاعتدال والتوازن في جميع الإجراءات كما في المثل «ضرورية الخير الأوسط».
كان لحضارة الإنكا أيضًا نخبة من علماء الفلاسفة أطلقوا عليها اسم «أوماكونا» الذين كانوا مهمين في نظام تعليم الإنكا كمدرسين للدين والتقاليد والتاريخ والأخلاق. المفاهيم الأساسية لفكر الأنديز هي يانانتين وماسينتين التي تتضمن نظرية «الأضداد التكميلية» التي ترى أن الأقطاب (مثل الذكور/الإناث، الظلام/النور) أجزاء مترابطة من كل متناغم.

## مواضيع الفلسفة
يمكن تصنيف الأسئلة الفلسفية في فئات. تسمح هذه التصنيفات للفلاسفة بالتركيز على مجموعة من الموضوعات المتشابهة والتفاعل مع المفكرين الآخرين المهتمين بنفس الأسئلة. تجعل التصنيفات أيضًا الفلسفة أسهل على الطلاب في النهج. يمكن للطلاب تعلم المبادئ الأساسية التي ينطوي عليها جانب واحد من المجال دون أن تطغى على مجموعة كاملة من النظريات الفلسفية.
مصادر مختلفة تقدم مخططات فئوية مختلفة. تهدف الفئات المعتمدة في هذه المقالة إلى الاتساع والبساطة. يمكن فصل هذه الفروع الرئيسية الخمسة إلى فروع فرعية ويحتوي كل فرع فرعي على العديد من مجالات الدراسة المحددة.
- الميتافيزيقيا ونظرية المعرفة
- نظرية القيمة
- فلسفة العلم والمنطق والرياضيات
- تاريخ الفلسفة[56]
- التقاليد الفلسفية

هذه التصنيفات ليست شاملة وليست متبادلة. (قد يتخصص الفيلسوف في نظرية المعرفة الكانتية، أو الجماليات الأفلاطونية، أو الفلسفة السياسية الحديثة). علاوة على ذلك، تتداخل هذه التحقيقات الفلسفية في بعض الأحيان مع بعضها البعض ومع استفسارات أخرى مثل العلوم أو الدين أو الرياضيات.

### الميتافيزيقيا
الميتافيزيقيا أو ما وراء الطبيعة هي دراسة لأكثر السمات العامة للواقع، مثل الوجود، والوقت، والأشياء وخصائصها، وأجزائها، والأحداث والعمليات والسببية والعلاقة بين العقل والجسم. تشمل الميتافيزيقيا علم الكونيات، دراسة العالم برمته وعلم الوجود، ودراسة الوجود.
هناك نقطة رئيسية للنقاش بين الواقعية، التي تنص على أن هناك كيانات موجودة بشكل مستقل عن إدراكها العقلي ومُثُلها، والتي تؤكد أن الواقع مبني عقلياً أو غير مهم. تتناول الميتافيزيقيا موضوع الهوية. الجوهر هو مجموعة من السمات التي تجعل الكائن ما هو عليه بشكل أساسي وبدونه يفقد هويته بينما يكون الحادث خاصية لها الكائن، والتي بدونها لا يزال بإمكان الكائن الاحتفاظ بهويته. التفاصيل هي كائنات يُقال إنها موجودة في المكان والزمان، على عكس الكائنات المجردة، مثل الأرقام والعامة، وهي خصائص تحتفظ بها تفاصيل متعددة، مثل الاحمرار أو الجنس. نوع الوجود، إن وجد، للأجسام العالمية والأشياء المجردة هو موضوع نقاش.

#### علم الوجود
الأنطولوجيا أو علم الوجود أو علم تجريد الوجود، هو أحد الأفرع الأكثر أصالة وأهمية في الميتافيزيقيا. يدرس هذا العلم في البحث في كشف طبيعة الوجود غير المادي في القضايا الميتافيزيقية المترتبة على التصورات أو المفاهيم والقوانين العلمية، مثل المادة والطاقة والزمان والمكان والكم والكيف والعلة والقانون والوجود الذهني وغيرها الكينونة أو الوجود إضافة إلى أصناف الوجود في محاولة لتحديد وإيجاد أي كيان أو الكينونة وأي أنماط لهذه الكينونات الموجودة في الحياة. ومع كل هذا فإن الأنطولوجيا ذات علاقة وثيقة بمصطلحات دراسة الواقع.

### نظرية المعرفة
نظرية المعرفة هي دراسة المعرفة وطرق الوصول إليها. يدرس علماء المعرفة المصادر المفترضة للمعرفة، بما في ذلك الحدس، والسبب المسبق، والذاكرة، والمعرفة الإدراكية، والمعرفة الذاتية والشهادة. يسألون أيضًا: ما هي الحقيقة؟ هل المعرفة مبررة الإيمان الحقيقي؟ هل هناك أي معتقدات لها ما يبررها؟ تشمل المعرفة المفترضة المعرفة الافتتاحية (معرفة أن هناك شيئًا ما)، والدراية (معرفة كيفية عمل شيء ما) والتعارف (الإلمام بشخص ما أو شيء ما). يفحص علماء المعرفة هذه ويسألون عما إذا كانت المعرفة ممكنة حقًا.
الشك هو الموقف الذي يشك في ادعاءات المعرفة. حجة الانحدار، وهي مسألة أساسية في نظرية المعرفة، تحدث عندما يحتاج إثبات أي بيان إلى تبريرها في حد ذاته بمبرر آخر من أجل إثبات أي بيان. يمكن أن تستمر هذه السلسلة إلى الأبد، والتي تسمى اللانهائية، ويمكن أن تعتمد في نهاية المطاف على المعتقدات الأساسية التي بقيت غير مثبتة، أو ما يسمى بالتأسيسية، أو يمكن أن تستمر في دائرة بحيث يتم تضمين عبارة في سلسلة التبرير الخاصة بها، والتي تسمى التماسك.
العقلانية هي التركيز على التفكير كمصدر للمعرفة. يرتبط مع معرفة مسبقة، مستقلة عن التجربة، مثل الرياضيات والاستنباط المنطقي. التجريبية هي التركيز على الأدلة الرصدية عبر التجربة الحسية كمصدر للمعرفة.

#### فلسفة العلوم والرياضيات
العديد من التخصصات الأكاديمية ولدت التحقيق الفلسفي. جادل ريتشارد فاينمان بأن فلسفة موضوع ما ليست ذات صلة بدراسته الأولية، قائلاً إن «فلسفة العلوم مفيدة للعلماء مثل علم الطيور للطيور». على النقيض من ذلك، جادل كورتيس وايت أن الأدوات الفلسفية ضرورية للإنسانيات والعلوم والعلوم الاجتماعية. موضوعات فلسفة العلوم هي الأعداد والرموز والأساليب الرسمية في التفكير كموظفين في العلوم الاجتماعية والعلوم الطبيعية.

##### فلسفة العلوم
يستكشف هذا الفرع الأسس والأساليب والتاريخ والآثار والغرض من العلوم. تتوافق العديد من أقسامها الفرعية مع فرع معين من العلوم. على سبيل المثال، تتناول فلسفة علم الأحياء على وجه التحديد القضايا الميتافيزيقية والمعرفية والأخلاقية في العلوم الطبية الحيوية وعلوم الحياة. أما فلسفة الرياضيات تدرس الافتراضات الفلسفية، الأسس والآثار المترتبة على الرياضيات.

### المنطق
المنطق الدراسة المنهجية لشكل الاستدلال الصحيح. الحجة هي «سلسلة متصلة من البيانات تهدف إلى إنشاء اقتراح». سلسلة البيانات المرتبطة «تدعى المقدمة» والاقتراح هو الاستنتاج. فمثلا:
- كل البشر يموتون. (فرضية)
- سقراط من البشر. (فرضية)
- لذلك، سقراط سيموت. (نتيجة)

الاستنتاج المنطقي يكون عند الاستنتاجات الضمنية بشكل لا مفر منه، بالنظر إلى بعض الأسباب. تُستخدم قواعد الاستدلال لاستنتاج. لأن التفكير المنطقي هو عنصر أساسي في جميع العلوم، العلوم الاجتماعية وتخصصات العلوم الإنسانية، أصبح المنطق علمًا رسميًا فيها. تشمل الحقول الفرعية المنطق الرياضي والمنطق الفلسفي والمنطق الشرطي والمنطق الحسابي والمنطق غير الكلاسيكي. والسؤال الرئيسي في فلسفة الرياضيات هو ما إذا كانت الكيانات الرياضية موضوعية ومكتسبة، تسمى الواقعية الرياضية، أو التي اخترعت، وتسمى لاواقعية رياضية.

### نظرية القيمة
تعد نظرية القيمة (أو الأكسيولوجيا) هي الفرع الرئيسي للفلسفة التي تتناول موضوعات مثل الخير والجمال والعدالة. تتضمن نظرية القيمة الأخلاق، الجماليات، الفلسفة السياسية، الفلسفة النسوية، فلسفة القانون وغير ذلك.

#### علم الأخلاق
الأخلاق، أو «الفلسفة الأخلاقية»، تدرس ما هو السلوك الجيد والسيئ، والقيم الصحيحة والخاطئة، والخير والشر. تتضمن التحقيقات الأولية كيفية العيش حياة جيدة وتحديد معايير الأخلاق. ويشمل أيضًا التحقيقات الفوقية حول وجود أفضل طريقة للعيش أو المعايير ذات الصلة. الفروع الرئيسية للأخلاقيات هي الأخلاق المعيارية، الأخلاقيات الفوقية والأخلاقيات التطبيقية.
يتضمن مجال النقاش الرئيسي التبعية، حيث يتم الحكم على الإجراءات من خلال النتائج المحتملة للفعل، مثل زيادة السعادة إلى أقصى حد، وتسمى المنفعة، وعلم الأخلاق، والتي يتم فيها الحكم على الإجراءات من خلال التزامها بالمبادئ ، بغض النظر عن الغايات السلبية.

#### علم الجمال
الجماليات هي «التفكير الناقد في الفن والثقافة والطبيعة». وهو يتناول طبيعة الفن والجمال والذوق والتمتع والقيم العاطفية والإدراك ومع خلق وتقدير الجمال. يُعَرَّف على نحو أكثر دقة على أنه دراسة القيم الحسية أو الحسية العاطفية، التي تسمى أحيانًا أحكام المشاعر والذوق. أقسامها الرئيسية هي نظرية الفن، النظرية الأدبية، نظرية السينما ونظرية الموسيقى. مثال على نظرية الفن هو تمييز مجموعة المبادئ التي تقوم عليها أعمال فنان معين أو حركة فنية مثل جمالية التكعيبية. تحلل فلسفة الفيلم الأفلام والمخرجين لمحتواها الفلسفي وتستكشف الفيلم (الصور، السينما، إلخ) كوسيلة للتفكير والتعبير الفلسفي.

#### الفلسفة السياسية
الفلسفة السياسية هي دراسة الحكومة وعلاقة الأفراد (أو العائلات والعشائر) بالمجتمعات بما في ذلك الدولة. ويشمل أسئلة حول العدالة والقانون والملكية وحقوق والتزامات المواطن. السياسة والأخلاق هي مواضيع مرتبطة تقليديًا، حيث يناقش الاثنان مسألة كيف يجب أن يعيش الناس معًا.

### فلسفة الدين
تتعامل فلسفة الدين مع الأسئلة التي تنطوي على الدين والأفكار الدينية من منظور محايد فلسفيًا (على عكس اللاهوت الذي يبدأ من المعتقدات الدينية). تقليديا، لم تُعتبر الأسئلة الفلسفة الدينية مجالاً منفصل عن الفلسفة الصحيحة، ففكرة الحقل المنفصل ظهرت فقط في القرن التاسع عشر.
تشمل القضايا وجود الإله، والعلاقة بين العقل والإيمان، ومسائل نظرية المعرفة الدينية، والعلاقة بين الدين والعلوم، وكيفية تفسير التجارب الدينية، وأسئلة حول إمكانية الحياة الآخرة، ووجود النفوس وردود التعددية الدينية والتنوع.

### المدارس الفلسفية
يتخصص بعض الفلاسفة في واحدة أو أكثر من المدارس الفلسفية الكبرى، مثل الفلسفة القارية أو الفلسفة التحليلية أو التوماوية أو الفلسفة الشرقية أو الفلسفة الأفريقية.

## الفلسفة التطبيقية
للأفكار التي تصورها المجتمع انعكاسات عميقة على الإجراءات التي يقوم بها المجتمع. جادل ويفر أن الأفكار لها عواقب. تعطي الفلسفة تطبيقات مثل تلك الموجودة في الأخلاقيات -الأخلاقيات التطبيقية بشكل خاص- والفلسفة السياسية. الفلسفات السياسية والاقتصادية لكل من كونفوشيوس، سون تزو، تشانكيا، ابن خلدون، ابن رشد، ابن تيمية، مكيافيلي، ليبنيز، هوبز، جون لوك، روسو، آدم سميث، جون ستيوارت ميل، ماركس، تولستوي، غاندي ومارتن لوثر كينغ جونيور. استخدمت لتشكيل وتبرير الحكومات وأفعالها. كان للتعليم التقدمي الذي دافع عنه ديوي تأثير عميق على الممارسات التعليمية في الولايات المتحدة في القرن العشرين. أحفاد هذه الحركة تشمل الجهود المبذولة في الفلسفة للأطفال، والتي هي جزء من تعليم الفلسفة. كان لفلسفة كلاوزفيتز السياسية للحرب تأثير عميق على فن الحكم والسياسة الدولية والاستراتيجية العسكرية في القرن العشرين، وخاصة حول الحرب العالمية الثانية. المنطق مهم في الرياضيات واللغويات وعلم النفس وعلوم الحاسوب وهندسة الحاسوب.
يمكن العثور على تطبيقات مهمة أخرى في نظرية المعرفة، والتي تساعد في فهم متطلبات المعرفة والأدلة السليمة والإيمان المبرر (مهم في القانون والاقتصاد ونظرية القرار وعدد من التخصصات الأخرى). تناقش فلسفة العلوم أسس المنهج العلمي وأثرت على طبيعة البحث العلمي والحجج. لذلك فلسفته تداعيات جوهرية على العلم ككل. على سبيل المثال، أثر النهج التجريبي الصارم لسلوك بورهوس فريدريك سكينر لعقود على مقاربة المؤسسة النفسية الأمريكية. البيئة العميقة وحقوق الحيوان تدرس الوضع الأخلاقي للبشر بوصفهم شاغلين لعالم لديه شاغلين غير إنسانيين يأخذون في الاعتبار أيضًا. الجماليات يمكن أن تساعد في تفسير مناقشات الموسيقى والأدب والفنون التشكيلية والبعد الفني للحياة بأكملها. بشكل عام، تسعى الفلسفات المختلفة إلى تزويد الأنشطة العملية بفهم أعمق للأسس النظرية أو المفاهيمية لحقولهم.

## دور المرأة في الفلسفة

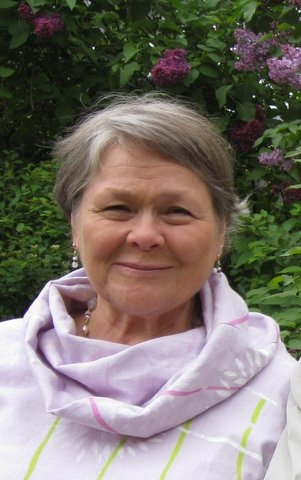
الفيلسوفة الأمريكية والمتخصصة في فلسفة العقل والفن سوزان لانغر (1895-1985).

على الرغم من أن الرجال سيطروا بشكل عام على الخطاب الفلسفي، إلا أن النساء شاركن في الفلسفة عبر التاريخ. ساهمت النساء الفلاسفة منذ العصور القديمة ولا سيما هيبارشيا مارونيا (عام 325 ق.م.) وأريت من قوريين (القرنين الخامس والرابع قبل الميلاد). تم قبول المزيد خلال العصور القديمة والحديثة في العصور الوسطى، ولكن لم تصبح أي من الفلاسفة جزءًا من المرجعية الأدبية الغربية حتى القرن العشرين والحادي والعشرين، عندما تشير بعض المصادر إلى أن سوزان لانغر، إليزابيث أنسكومب وحنة آرنت وسيمون دي بوفوار دخلن في المرجعية الأدبية الغربية.
في أوائل القرن التاسع عشر، بدأت بعض الكليات والجامعات في المملكة المتحدة والولايات المتحدة بقبول النساء، وإنتاج المزيد من الأكاديميات. ومع ذلك، تشير تقارير وزارة التعليم الأمريكية الصادرة في التسعينيات إلى أن عدداً قليلاً من النساء انتهى به الأمر إلى الفلسفة، وأن الفلسفة هي واحدة من أقل المجالات تناسباً بين الجنسين في العلوم الإنسانية. في عام 2014، وصفت الفلسفة داخل التعليم العالي «تاريخ الانضباط الطويل من كره النساء والتحرش الجنسي» للطالبات والأساتذة. ذكرت أستاذة الفلسفة بجامعة شيفيلد جنيفر شاول في عام 2015 أن النساء «يتركن الفلسفة بعد تعرضهن للمضايقة أو الاعتداء أو الانتقام.»
في أوائل التسعينيات، لاحظت الرابطة الفلسفية الكندية وجود اختلال في التوازن بين الجنسين والتحيز بين الجنسين في المجال الأكاديمي للفلسفة. في يونيو 2013، ذكرت أستاذة علم اجتماع أمريكي أنه «من بين جميع الاستشهادات الحديثة في أربع مجلات فلسفية مرموقة، تشكل المؤلفات 3.6 في المائة فقط من المجموع» تجادل سوزان برايس بأن الكنسي الفلسفي «لا يزال الكنسي يهيمن عليه الذكور البيض، الانضباط الذي لا يزال يتماشى مع الأسطورة القائلة بأن العبقرية مرتبطة بالجنس» يقترح مورغان طومسون أن التمييز والاختلافات في القدرات والاختلافات في الصف وعدم وجود نماذج في الفلسفة يمكن أن تكون عوامل محتملة لفجوة بين الجنسين. وفقا لشاول، «الفلسفة، أقدم من العلوم الإنسانية، هو أيضا من الذكور (والأبيض). في حين أن مجالات أخرى من العلوم الإنسانية هي من القرب من المساواة بين الجنسين، والفلسفة هي في الواقع أكثريتها من الذكور بأغلبية ساحقة حتى من الرياضيات». وبالمثل، تشير البحوث المتعلقة بالمشاركة المهنية في الفلسفة الأسترالية إلى زيادة طفيفة فقط في عدد النساء في المناصب العليا منذ الستينيات، بالإضافة إلى نقص في الاقتباس من الفلاسفة الإناث.

## وصلات خارجية
- موسوعة ستانفورد للفلسفة (بالإنجليزية)
- موسوعة الإنترنت للفلسفة (بالإنجليزية)
- فلسفة على مشروع الدليل المفتوح (بالإنجليزية)
- مجلات ودوريات خاصة بالفلسفة (بالإسبانية)